# タゴ・マゴ
『タゴ・マゴ』（Tago Mago）は、ドイツのロック・バンド、カンが1971年に発表したスタジオ・アルバム。クラウトロックというジャンルを代表する作品の一つとして知られる。オリジナルLPは2枚組で発売されたが、後の再発CDでは1枚にまとめられた。また、リリースから40周年に当たる2011年には、1972年の未発表ライヴ音源を収録したボーナス・ディスク付きの2枚組CDもリリースされた。

## 背景
コンピレーション・アルバム『サウンドトラックス』（1970年）でも一部の曲に参加したダモ鈴木が、初の全面参加を果たした。アルバム・タイトルはイビサ島の近くにあるタゴマゴ島にちなんでおり、ホルガー・シューカイが1998年のインタビューで語ったところによれば、ドラマーのヤキ・リーベツァイトはカンのメンバーになる前、この場所で自殺を図ったことがあるという。
イルミン・シュミットは2012年のインタビューで、本作について「アルバムのどの曲にも全く違った起源がある。そして、それがアルバム全体に内包されたことで、『タゴ・マゴ』はこの冒険の全体像がどんなものだったかということを、ほとんど全方位にわたって示しているんだ」と語っている。

## 反響・評価
ドイツのアルバム・チャートでは38位を記録し、カンのアルバムとしては唯一となるトップ50入りを果たした。
Ned Raggettはオールミュージックにおいて5点満点を付け「時代を超えたクラウトロックの名盤の一つというだけでなく、史上最大の名盤の一つ」「'70年代初期としては珍しく、無駄な音のない2枚組アルバムで、甘美で気品のある浮遊から、圧倒的なモンスターのグルーヴまで内包している」と評している。また、Anthony Carewはabout.comにおいて、本作を「トップ10クラウトロック・アルバム」の一つに挙げた。

## 影響
本作は多数のミュージシャンに影響を与えた。ジョン・ライドンはオブザーバー紙において「この本当に素晴らしいレコード、特に丸々一面続く"Halleluhwah"を聴けば、俺達がPILでやろうとしていたことを思い出すよ。カンは唯一の存在で、PILもそうだ」とコメントしている。
トーク・トークが1986年にシングル・ヒットさせた楽曲「Life's What You Make It」のピアノ・リフは、本作からの影響とされている。プライマル・スクリームは、1997年の楽曲「コワルスキー」で「Halleluhwah」のドラムをサンプリングしており、プライマル・スクリームのボーカリストのボビー・ギレスピーは、本作が2011年に再発された際ライナーノーツに寄稿している。また、レディオヘッドが2003年に発表した曲「ゼア・ゼア」のドラム演奏は、本作へのオマージュとなっている。

## 収録曲
全曲ともメンバー5人の共作。

### Side 1
1. Paperhouse - 7:29
2. Mushroom - 4:08
3. Oh Yeah - 7:22

### Side 2
1. Halleluhwah - 18:32

### Side 3
1. Aumgn - 17:22

### Side 4
1. Peking O. - 11:35
2. Bring Me Coffee or Tea - 6:47

### 40thアニヴァーサリー・エディション盤ボーナス・ディスク
1. Mushroom (Live) - 8:42
2. Spoon (Live) - 29:55
3. Halleluwah (Live) - 9:12

## 他メディアでの使用例
2010年の日本映画『ノルウェイの森』のサウンドトラックではカンの曲が多用され、本作からも「Bring Me Coffee or Tea」が使用された。また、2013年の映画『ブリングリング』では「Halleluwah」が使用された。

## 参加ミュージシャン
- ホルガー・シューカイ - ベース、エンジニアリング、編集
- ダモ鈴木 - ボーカル
- ミヒャエル・カローリ - ギター
- イルミン・シュミット - キーボード
- ヤキ・リーベツァイト - ドラムス